# Grand-Gosier
Grand-Gosier (em crioulo haitiano: Gran Gozye) é uma comuna do Haiti, situada no departamento do Sudeste e no arrondissement de Belle-Anse. De acordo com o censo de 2003, sua população total é de 10852 habitantes.